# Phyllodromica globososacculata
Phyllodromica globososacculata es una especie de cucaracha del género Phyllodromica, familia Ectobiidae. Fue descrita científicamente por Bohn en 1999.
Habita en España.